# 賴亨貝格峰

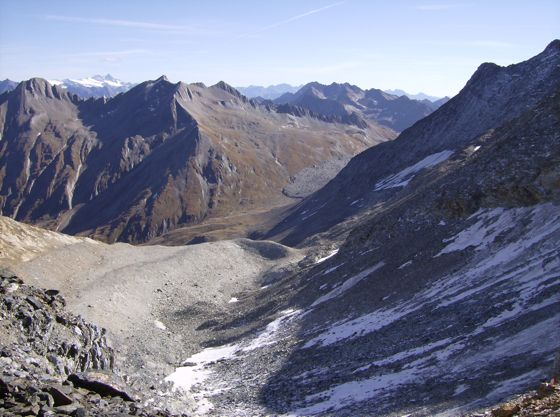

46°59′6″N 12°15′37″E / 46.98500°N 12.26028°E
賴亨貝格峰（德語：Reichenberger Spitze），是奧地利的山峰，位於該國西部，由蒂羅爾州負責管轄，屬於維內迪傑山脈的一部分，海拔高度3,030米，人類在1924年首次登頂。